# 산업 혁명
산업혁명(産業革命, 영어: Industrial Revolution)은 18세기 중반에서부터 19세기 초반까지, 약 1760년에서 1820년 사이에 영국에서 시작된 기술의 혁신과 새로운 제조 공정(manufacturing process)으로의 전환, 이로 인해 일어난 사회, 경제 등의 큰 변화를 일컫는다. 섬유산업은 현대의 생산 방법을 처음으로 사용했다. 산업혁명은 후에 전 세계로 확산되어 세계를 크게 바꾸어 놓게 된다. 산업혁명이란 용어는 1844년 프리드리히 엥겔스가《The Condition of the Working Class in England》에서 처음 사용하였고, 이후 아널드 토인비가 1884년《Lectures on the Industrial Revolution of the Eighteenth Century in England》에서 이를 보다 구체화하였다.

## 배경
영국에서는 다른 국가보다 일찍 혁명(17세기 명예 혁명)을 거치고, 봉건제가 해체되어 정치적인 성숙과 안정이 이루어지면서 이전보다 자유로운 농민층이 나타났다. 그런데 이들을 주축으로 하여 농촌에서는 모직물 공업이 많이 발달하게 되고, 이를 중심으로 하여 근대적인 산업이 발전했다. 또한 영국에서는 풍부한 지하 자원(기계와 동력에 필요한 석탄, 철), 제2차 인클로저 운동의 결과로 풍부한 노동력을 보유하고 있었으며, 식민지 지배 등을 통해 자본도 많이 확보하고 있는 상태였다.
18세기에 들어서 영국 내외에서는 면섬유의 수요가 급증하자 제임스 와트가 증기 기관을 개량해 대량 생산이 시작되었는데, 이를 산업혁명의 출발점으로 본다. 그 후 면직물 공업이 산업혁명을 주도하게 되었다. 산업혁명 중에는 기계가 무수히 발명되었다. 이 때부터 기계는 생산을 지탱하는 중요한 역할을 하게 되었다.

## 기술 혁명
산업혁명의 시초는 18세기 중반에 만들어진 몇 개의 혁신과 연결되어 있다.
- 방적기 발명 - 아크라이트의 수방적기, 하그리브스의 다축 방적기, 크롬턴의 뮬 정방기(수방적기와 다축 방적기의 결합체)를 이용한 면방적기. 1769년, 특허를 얻었으며 1783년에 그 효력이 발생됐다. 그러나 면직∙방직 공장이 설립됨에 따라, 빠르게 그 효력이 줄어들었다.

- 증기기관 발명 – 제임스 와트는 개선된 증기기관을 발명하였다. 이는 곧바로 광산업에 이용되었지만, 기술 개량으로 1780년대부터는 동력기로 대체되었다. 이 기술은 수력발전이 존재하지 않았던 작은 규모의 과거 상황으로부터 능률적인 반자동화 공장의 빠른 발전을 가능케 했다.

- 제철산업 – 철강 산업에서, 석탄이 숯을 대신하여 철 제련 단계에 사용되기 시작하였다. 이것은 구리, 용광로의 선철보다 훨씬 전에 발견되었다.

핵심적인 혁신인 이 세 가지 발견은 산업혁명의 비약적인 경제 발전을 가져 왔다. 다른 발명들을 과소 평가하는 것은 아니지만, 직물의 발견은 큰 변화를 일으켰다. 초기의 발명이 없었다면, 직물 산업의 다축 방적기나 플라잉 셔틀과 코크스를 이용한 선철의 제련과 같은 성과를 내기 불가능했을 것이다. 후에 발명된 역직기나 트레비식의 고압기관 역시 영국의 산업화에 중요한 부분을 차지했다. 증기 기관을 수력발전으로 가동되던 면직 공장과 제철소에 도입함으로써 편리함을 더욱 증가시켰다.
풀턴이 증기선을, 스티븐슨이 증기 기관차를 발명하여 교통수단이 발달했고, 유럽 전역에는 철도가 이어지고 깔렸다. 또 모스가 전신을 발명하여 빠른 통신이 가능해졌다.

## 사회적 영향

### 사회 구조 변화
산업혁명은 경제 구조의 혁명적 변화를 가져왔을 뿐만 아니라 동시에 정치 구조도 크게 바꾸어 놓는 결과를 가져왔다. 왕족과 귀족 지배 체제가 무너지고, 신흥 부르주아 계급이 선거법 개정을 달성하였다. 이러한 부르주아의 활약은 영국에서 노동자 계급의 성년 남성들이 하나로 모여 선거권을 요구한 차티스트 운동이 벌어지게 했다. 이런 일련의 규제가 폐지되면서 점차 자유주의적인 경제 체제로 가게 되었다.

### 사회 문제
공업화로 농촌 인구의 거의 대부분은 도시로 가게 되었으며, 이로 인해 도시 인구의 폭발적인 증가세를 보였다. 하지만 결국 산업혁명 때 도시는 석탄이 타는 연기로 공기가 나빠졌고, 비위생적이고 악취가 심하며, 사람이 북적대는 불결하게 변한 점이다.
노동자에 대한 인권 유린도 산업혁명 때부터 대두되기 시작되었다. 공장주들은 노동자들에게 장시간 노동을 강요했고, 소비와 휴식도 극히 제한 받았다. 또한 어린이 노동이라는 비상식적인 일이 벌어지기도 했다.
당시 자본가들은 고아들을 구빈원 이라고도 부르는 고아원에서 감언이설로 유혹해서 데려와서 일을 시켰으며 (아동 노동), 1833년 영국 의회조사에 따르면 지각을 했다고 해서 임금을 깎는 일까지 있어서 영국에서는 어린이 노동을 금지시켰다. 또한 야간 근무를 금지하는 등의 관련 법이 제정되기도 했고, 미국에서는 정부의 탄압과 언론들의 왜곡 보도에도 불구하고, 임금 감축과 장시간 노동에 반대하는 노동자들의 8시간 노동을 요구하는 노동 운동이 일어났다. 식사는 빵과 감자가 거의 대부분이였으며, 거기에 차와 버터 등이 곁들어지는 정도였다.
산업혁명기에 발생한 사회 문제 중에는 노동자들의 건강 문제도 있었다. 노동자의 수명은 귀족 계급보다 훨씬 짧았는데, 이를 비위생적인 전염병 때문으로 본다. 이러한 노동자들의 비참한 삶은 자본주의에 반대하는 사회주의 운동의 물결이 일게 하였으며, 공상적 사회주의에 반발한 마르크스의 '과학적 사회주의' 정립에 의해서 논리를 갖게 되었다.

## 역사적 오해
산업혁명은 18세기 중반 영국에서 시작되어 촉매가 되었다. 그러나 그 변화의 속도는 과장된 점이 있다. 유럽 대륙에서조차 그 충격은 19세기 중반이던 1854년까지는 몇몇 지역에 국한돼 있었다. 거대한 파도가 밀어닥친 것은 1875년 이후였다. 즉 19세기 후반에 가속화 되었다. 유럽 이외 지역의 산업화는 미국을 제외하면 훨씬 늦게 일어났다. 1895년 독일에서조차 인구의 3분의 1이 아직도 농부였으며, 동유럽과 남유럽의 거의 대부분 지역은 실질적으로 산업과 무관한 지역으로 남아 있었다.

## 같이 보기
- 위그노
- 제4차 산업혁명
  - 오픈 소스 하드웨어
  - 아두이노
  - 3차원 인쇄
- 면실유
- 조면기
- 면섬유
- 피시앤칩스
- 러다이트 운동
- 캘리코 금지법